# Rocco Siffredi
Rocco Siffredi (født Rocco Antonio Tano 4. maj 1964) er en italiensk filminstruktør, filmproducent, skuespiller og pornostjerne, der har haft hovedroller i over 400 film.
Sit kunstnernavn tog han fra den fiktive person "Roch Siffredi" spillet af Alain Delon i gangsterfilmen Borsalino (1970). Han er også kendt som "den italienske hingst".
Ud over pornofilmene medvirker han også i mainstreamfilmene Romance (1999) og Anatomie de l'enfer (2004).
Han har Ifølge Mikael Wulff inspireret den talende bæver Rocco i tv-serien Dolph & Wulff med Venner (2006).